# Subergorgia muriceoides
Subergorgia muriceoides is een zachte koraalsoort uit de familie Subergorgiidae. De koraalsoort komt uit het geslacht Subergorgia. Subergorgia muriceoides werd in 1937 voor het eerst wetenschappelijk beschreven door Stiasny. 